# Гангская акула
Гангская акула, или азиатская серая акула, или индийская речная акула (Glyphis gangeticus) — один из видов рода Glyphis семейства Carcharhinidae. Очень редок.
Индийская серая акула обитает в пресной воде и, возможно, в прибрежных водах и устьях рек. Первоначально вид был известен только по трём музейным экспонатам, пойманным в XIX веке в нижнем течении речной системы Ганга-Хугли. Эти экспонаты были собраны в музее естественной истории в Париже, музей имени Гумбольдта в Берлине и в Зоологическом музее Калькутты. Никаких подтверждённых данных о существовании этого вида с 1867 по 1996 не было. Акула, пойманная в 84 км вверх по течению от устья реки Хугли в Mahishadal в 2001 году была отнесена к виду Glyphis gangeticus по фотографиям челюстей.

## Ареал
Ареал включает реку Хугли, речную систему Ганга, западный Бенгал, Карачи и Пакистан. Есть данные о присутствии вида на о.Тайвань.

## Биология
О биологии этого вида известно очень мало. Средний размер — около 178 см, максимальный зафиксированный размер — около 204 см. Вероятно, индийская серая акула является живородящей. Длина новорожденных — 56—61 см. Маленькие глаза и тонкие зубы этой акулы дают возможность предположить, что она адаптирована к мутной воде Ганга и Бенгальского залива.

## Описание
Глаза индийской серой акулы приплюснуты сверху, а не сбоку или снизу, как у большинства серых акул, вероятно, это говорит о том, что данный вид держится у дна и может выслеживать добычу против солнца. Есть неподтверждённые данные о том, что в Бенгальском заливе эти акулы охотятся в основном на скатов Dasyatis longa, которые проводят большую часть своего времени на дне.

## Взаимодействие с человеком
Гангская акула имеет репутацию свирепого людоеда, однако, вероятно, большая часть атак, приписываемых этому виду, в действительности совершена акулами-быками. Известно, что акулы-быки заходят в русла пресноводных рек на довольно большие расстояния и могут оказаться в местах обитания гангских акул. В настоящее время гангские акулы встречаются крайне редко. Кроме того, на причастность к нападениям акул-быков, а не гангских акул, указывает биологическое различие между этими видами. По сравнению с акулами-быками у гангских акул верхние зубы выше, у́же и оснащены тонкими остриями, а нижние — не такие массивные. Такое строение зубов более приспособлено для захвата рыбы, тогда как зубы акул-быков адаптированы для того, чтобы расчленять тела морских млекопитающих.

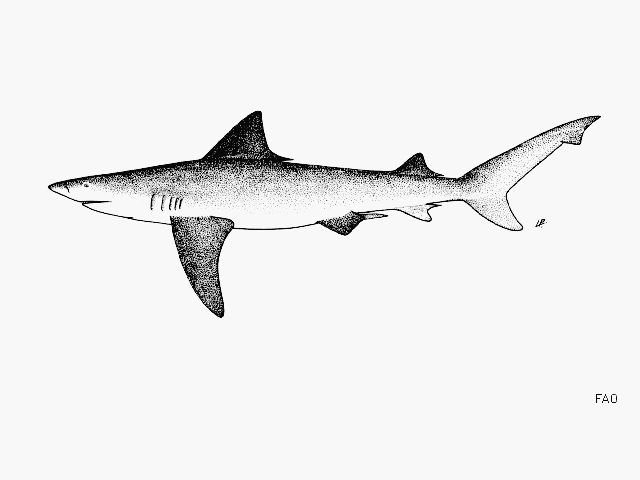
Гангская акула

Гангские акулы сильно страдают от ухудшения среды обитания. Перелов, загрязнение воды, всё увеличивающееся присутствие человека в ареале, в том числе строительство дамб и заграждений, являются главными угрозами существованию этого вида. Международный союз охраны природы присвоил этому виду статус сохранности «На грани исчезновения».